# Svend Frederiksen
Svend Edmund Jens Theilgaard Frederiksen (* 31. August 1906 in Sisimiut; † 20. Juli 1967 in Washington, D.C.) war ein dänisch-grönländisch-US-amerikanischer Eskimologe.

## Leben

### Leben in Grönland und Dänemark
Svend Frederiksen wurde 1906 in Sisimiut geboren, wo sein Vater Valdemar Christoffer Frederiksen (1872–1943) als Pastor tätig war. Seine Mutter war Agnes Emonie Margrethe Ingeborg Theilgaard (1875–1945). Sein Vater stammte aus Troense auf Tåsinge, während seine Mutter in Kopenhagen geboren wurde. Sein Vater war sehr an der grönländischen Sprache und Kultur interessiert und schrieb einige grönländische Schulbücher und wissenschaftliche Aufsätze. Er ließ seinen Sohn einsprachig grönländisch aufwachsen, damit er weniger sprachliche Probleme in Grönland hat. Svend Frederiksen lernte Dänisch erst in der Schule.
1921 zog die Familie nach Dänemark, wo Svend Frederiksen sich zum Lehrer ausbilden ließ. Am 5. Juli 1931 heiratete er in Kopenhagen seine grönländische Kindheitsfreundin Helene Sofia Frederikke Olsen (1906–1967), Tochter des Zimmermanns Jens Niels David Olsen (1864–1919) und seiner Frau Karen Justine Flavia Thaarup (1863–1919). Sie war eine Schwester des Pastors Jens Olsen (1894–1966). Svend Frederiksen schloss seine Ausbildung im selben Jahr ab und kehrte nach Grönland zurück, wo er Lehrer am Ilinniarfissuaq wurde. Zu diesem Zeitpunkt leitete Aage Bugge das Seminarium, der vergebens um die Ehefrau seines Mitarbeiters geworben hatte. Aage Bugge soll Svend Frederiksen aus Wut darüber, dass Helene Frederiksen auf seine Avancen nicht eingegangen war, bereits ein Jahr später entlassen haben, was zu Unmut bei der Bevölkerung führte. Möglicherweise war der Grund auch, dass Svend Frederiksen der Meinung war, grönländische Kinder sollte man auf Grönländisch unterrichten und ihre erste Fremdsprache sollte Englisch sein, während Aage Bugge der Meinung war, dass der Unterricht nur dänischsprachig sein sollte.
Svend Frederiksen und seine Frau kehrten daraufhin nach Dänemark zurück. 1942 begann er unter William Thalbitzer Eskimologie an der Universität Kopenhagen zu studieren. 1945 schloss er das Studium ab. Neben Erik Holtved war er einer von nur zweien, die unter Thalbitzer den Magistergrad erhielten, seit die Eskimologie an der Universität unterrichtet wurde. 1946 unternahm er zum ersten Mal Feldforschung in Kanada und Alaska.

### Leben in den USA
1948 erhielt er eine Stelle an der Georgetown University in Washington, D. C. und wanderte mit seiner Frau und seinen bis dahin vier Töchtern in die Vereinigten Staaten aus. 1951 wurde seine fünfte Tochter in den USA geboren. 1954 wechselte er an die Katholische Universität von Amerika, die ebenfalls in der Hauptstadt der USA liegt, und wurde dort Professor. Im selben Jahr erhielt er die US-amerikanische Staatsbürgerschaft. Von 1957 bis 1965 unternahm er acht weitere Feldforschungsreisen in den Norden. Erst durch diese betrat er 1961 zum ersten Mal seit knapp 30 Jahren wieder sein Heimatland. Eine Anekdote aus diesem Jahr ist, dass er seine Feldforschung in Kuummiit ergebnislos beenden musste, da zu seinem Unverständnis kein Bewohner mit ihm reden wollte und alle sich in ihren Häusern versteckten. Johanne Andreassen, Witwe von Kârale Andreassen, sollte den Besuch des Professors ankündigen, kannte aber das Wort „Professor“ nicht und warnte somit die Bevölkerung vor der Ankunft eines falschen Propheten.
Svend Frederiksen starb 1967 im Alter von 60 Jahren in Washington, D. C., zwei Monate nach seiner Frau, und wurde in Chester Gap im Rappahannock County in Virginia begraben. Seine Nachkommen leben in den USA.
Svend Frederiksen publizierte verhältnismäßig wenig. Umso größer war sein Privatarchiv voller unpublizierter wissenschaftlicher Manuskripte und anderer wertvoller Dokumente, das nach seinem Tod an die Grönländische Nationalbibliothek ging. Während seiner Zeit in Dänemark, bevor er studierte, schrieb er breitgefächert zu grönländischen Themen. Später schrieb er vor allem zu grönländischer Sprache, Literatur und Poesie. In der Zeit vor seinem Tod spezialisierte er sich zu gemeininuitischem Schamanismus und das Verständnis der Inuit von Seelen.

## Publizierte Werke
- 1939: Sprogspørgsmaalet i Grønland
- 1947: Aspects of European influence in West-Greenlandic poetry
- 1951: European influences in the poetry of Greenland
- 1952: Henrik Lund, a national poet of Greenland
- 1954: Stylistic forms in Greenland Eskimo litterature
- 1956: Recent literature in Greenland
- 1964: The 'primitive' Eskimo conception of souls
- 1964: Some preliminaries on the soul complex in Eskimo shamanistic belief
- 1967: Shaman language as a key to an understanding of Eskimo culture